# Gloucester City Association Football Club
 (mai 2020).
Maillots
Gloucester City Association Football Club est un club de football anglais fondé en 1883, basé à Gloucester en Angleterre, il évolue en National League North depuis 2009-2010.

## Historique

### Repères historiques
- 1883 : fondation du club sous le nom de Gloucester FC[1]
- 1902 : le club est renommé Gloucester City AFC
- 1910 : le club est renommé Gloucester YMCA
- 1925 : le club est renommé Gloucester City AFC
- 2009 : promotion en Conference North[2]

## Palmarès
| Compétitions mineures | Compétitions régionales |
| - Southern Football League Premier Division (D7) - Vainqueur des play-offs : 2009 - Finalistes des play-offs : 1991 - Southern Football League Division One Midlands (D8) - Champion : 1989 - Southern Football League Division One South & West (D8) - Vice-champion: 2004 | - Southern League Cup (1) - Vainqueur : 1956 - Finaliste : 1982 - Merit Cup (1) - Vainqueur : 1969 - Birmingham Combination Tillotson Shield (1) - Vainqueur : 1936 - Gloucestershire Northern Senior League (1) - Champion : 1934 - Vice-champion : 1926, 1933, 1935 - North Gloucestershire League Division One (2) - Champion : 1908, 1909 - Gloucester and District League Division One (3) - Champion : 1898, 1900, 1904 - Vice-champion : 1899, 1907 - Cheltenham and District League Division One (1) - Champion : 1907 - Vice-champion : 1910 - Mid Gloucestershire League (3) - Champion : 1899, 1900, 1901 - Gloucester City Hurrans Cup League - Finaliste : 1943 - Gloucestershire FA Senior Professional Cup (18) - Vainqueur : 1950, 1951, 1953, 1955, 1956, 1958, 1966, 1969, 1970, 1975, 1979, 1980, 1981, 1983, 1984, 1991, 1993, 1996. - Finaliste : 1936, 1937, 1938, 1940, 1946, 1948, 1949, 1952, 1954, 1957, 1959, 1960, 1961, 1962, 1963, 1964, 1965, 1967, 1970, 1972, 1973, 1974, 1976, 1976, 1978, 1981, 1985, 1987, 1992, 1994, 1997, 1999, 2009, 2010, 2018 - Worcestershire FA Senior Professional Cup - Finaliste : 1984 - Gloucestershire FA Senior Amateur Cup (1) - Vainqueur : 1932 - Finaliste : 1930, 1933 - Gloucestershire FA Junior Cup - *Vainqueur : 1903 - Finaliste : 1893, 1907 - Godsman Cup - Finaliste : 1943 - City Cup - Finaliste : 1943 - Severn Sport Shield (1) - Vainqueur : 2019 |

## Personnalités du club

### Entraîneurs
| Période   | Entraineur                  |           | Période         | Entraineur |                           | Période | Entraineur |
| 1931-1938 | Maurice Hukin               | 1970      | Rob Coldray     | 1994       | Gary Goodwin Brian Hughes |         |            |
| 1938-1940 | Albert Prince-Cox           | 1970      | Dick Etheridge  | 1994-1996  | John Murphy               |         |            |
| 1940-1943 | William S. Blunn            | 1970-1971 | John Preece     | 1996-1998  | Leroy Rosenior            |         |            |
| 1946-1948 | Cyril Dean                  | 1971-1972 | Ian McIntosh    | 1998-2000  | Brian Hughes              |         |            |
| 1948      | Jack F. Whiting Bill Carver | 1972-1973 | Dick Etheridge  | 2000-2001  | Tommy Callinan            |         |            |
| 1948-1952 | Douglas Hunt                | 1973-1976 | Bobby Etheridge | 2001-2006  | Chris Burns               |         |            |
| 1952-1954 | Jimmy Buist                 | 1976-77   | Colin Moulsdale | 2006       | Neil Mustoe Adie Harris   |         |            |
| 1954-1959 | Harry Ferrier               | 1977-1980 | Bob Mursell     | 2006-2008  | Tim Harris                |         |            |
| 1959-1960 | Ollie Norris                | 1980      | Dick Etheridge  | 2008-2014  | David Mehew               |         |            |
| 1960      | Frank Tredgett              | 1980-1982 | Bobby Campbell  | 2014-2017  | Tim Harris                |         |            |
| 1960      | Phillip Friel               | 1982      | John Layton     | 2017       | Will Morford              |         |            |
| 1960-1962 | Maurice Hukin               | 1982-1984 | Bob Murcell     | 2017-2018  | Marc Richards             |         |            |
| 1962-1963 | Ron Humpston                | 1984-1985 | Tony Freely     | 2018       | Tom Webb Mike Green       |         |            |
| 1963-1965 | Tommy Casey                 | 1985      | Bobby Etheridge | 2018-2019  | Chris Todd                |         |            |
| 1965-1966 | Robert Grant                | 1985      | Paul Richardson | 2019       | Tom Webb Mike Green       |         |            |
| 1966-1967 | Cyril Williams              | 1985-1987 | Steve Scarrott  | 2019       | Mike Cook                 |         |            |
| 1967      | Dick Etheridge              | 1987-1991 | Brian Godfrey   | 2019       | James Rowe                |         |            |
| 1967-1968 | Harold Fletcher             | 1991-1992 | Steve Millard   | 2020       | Jake Cole                 |         |            |
| 1968-1970 | Ian McIntosh                | 1992-1994 | Brian Godfrey   | 2020       | Paul Groves               |         |            |